# Angolabülbül
Der Angolabülbül (Phyllastrephus fulviventris) ist eine Vogelart aus der Familie der Bülbüls (Pycnonotidae).

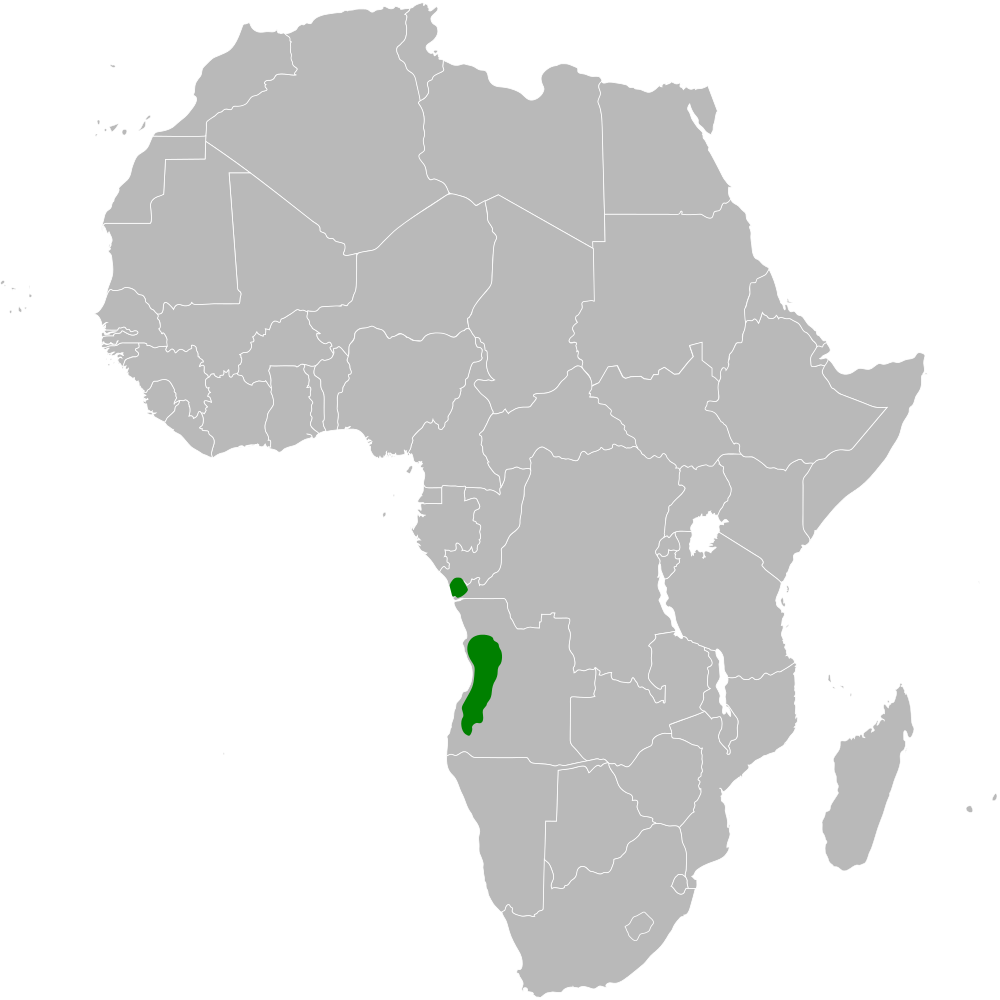
Vorkommen des Angolabülbüls

Der Vogel kommt in Westafrika im äußersten Westen der Demokratischen Republik Kongo, in Angola und Gabun vor.
Der Lebensraum umfasst tropischen oder subtropischen Wald, Galeriewald, Dickichte entlang von Flussläufen, Waldinseln in der Savanne, auch Kaffeeplantagen.

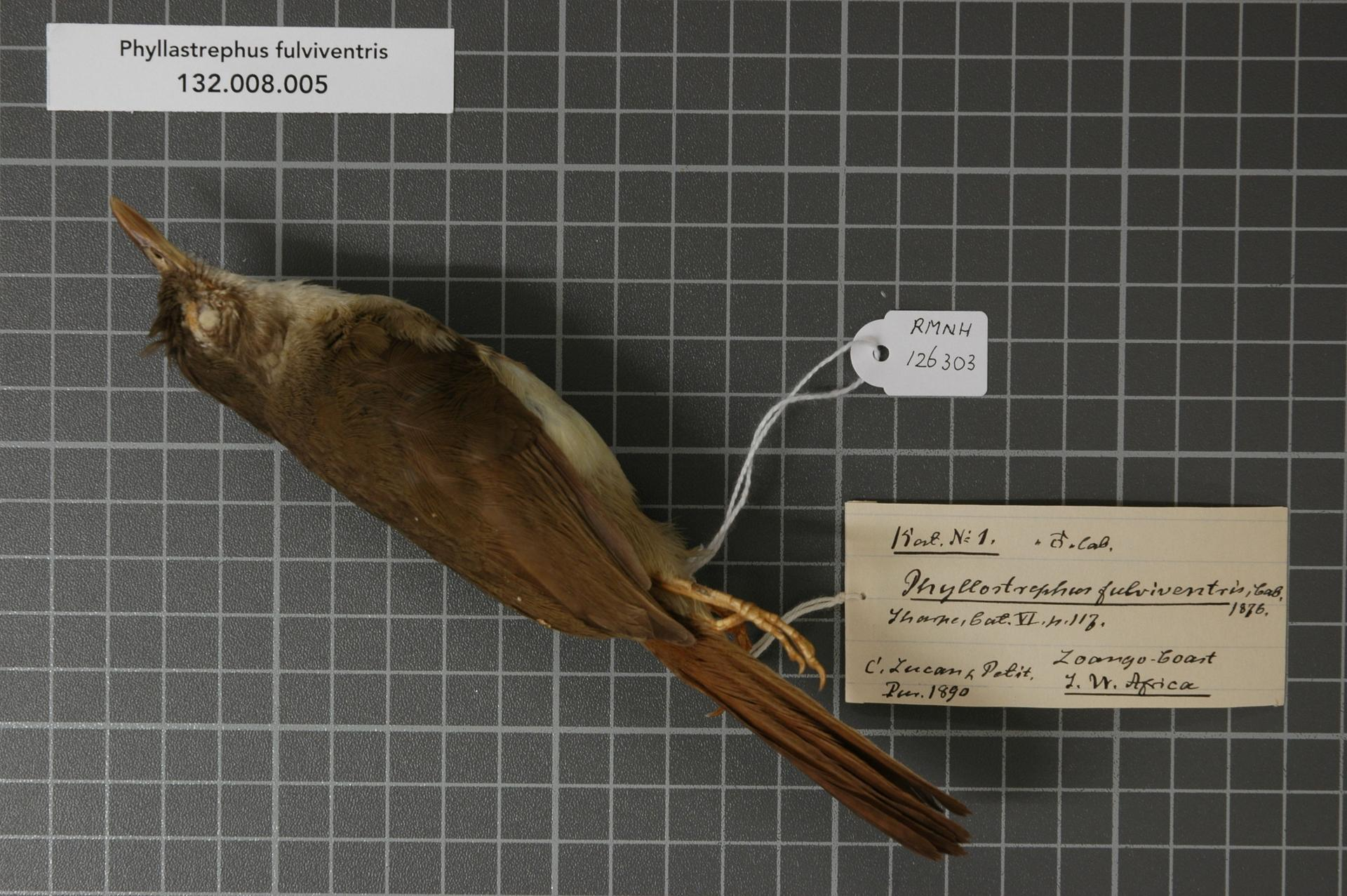
Angolabülbül, Präparat

Der Artzusatz kommt von lateinisch fulvus ‚gelbbraun‘ und lateinisch venter, ventris ‚Bauch‘.

## Merkmale
Die Art ist 17–19 cm groß, das Männchen wiegt 32–38, das Weibchen 27–30 g, ein unauffällig aussehender Bülbül mit oliv-grauem Kopf, blasserer Stirn, etwas blassere Zügel und charakteristischem weißem, etwas unterbrochenem Augenring, der ober- und unterhalb des Auges in blass gefiederte Areale übergeht. Die Ohrdecken sind hell oliv-braun mit weißlicher Strichelung. Die Oberseite ist etwas heller als der Kopf mit Spuren von Braun, die Oberschwanzdecken und der Schwanz sind rotbraun, die Flügel olivbraun. Die Kehle ist cremefarben, die Unterseite blass gelbbraun, an der Brust und besonders den Flanken olivbraun überhaucht. Die Unterschwanzdecken sind gelblich bis gelbbraun. Die Iris ist dunkelrot, bräunlich, rotbraun oder dunkelbraun. Der Schnabel ist kräftig, der Oberschnabel schwärzlich, unten weißlich bis hornfarben, grau-rosa oder grau, die Schneidkanten sind blass, die Spitze ist dunkler. Die Beine sind fleischfarben, rötlich, bläulich-grau oder grünlich-grau. Die Geschlechter unterscheiden sich nicht, Weibchen sind im Mittel etwas kleiner. Jungvögel haben am Kopf die gleiche Färbung wie auf der Oberseite, Schwanz und Oberschwanzdecken sind rötlich-braun, die Schwanzfedern enden spitzer. Die Unterseite und die Kehle sind heller gelb.
Die Art ähnelt dem Schuppenstirnbülbül (Phyllastrephus albigularis), der aber keinen breiten Augenring aufweist und eine blasse Iris hat. Der Cabanisbülbül (Phyllastrephus cabanisi) ist auf der Oberseite grüner und unten dunkler oliv und gelb. Der Gelbbauchbülbül (Chlorocichla flaviventris) hat einen grünen Schwanz und ist auf der Unterseite hellgelb.
Die Art ist monotypisch.

## Stimme
Der Ruf des Männchens wird als dumpfes, nasales Schnattern beschrieben, der Alarmruf als lautes scharfes „tsik-tschirr-tschirr“.

## Lebensweise
Die Nahrung besteht wohl hauptsächlich aus Insekten, gerne Heuschrecken, die auf allen Bewuchsebenen gesucht werden. Die Brutzeit liegt wohl zwischen August und September.

## Gefährdungssituation
Der Bestand gilt als „nicht gefährdet“ (Least Concern).